# Wahl des Parlaments der Deutschsprachigen Gemeinschaft 2019
- SP: 4
- Ecolo: 3
- Vivant: 3
- PFF: 3
- ProDG: 6
- CSP: 6

Die Wahl des Parlaments der Deutschsprachigen Gemeinschaft 2019 fand am 26. Mai 2019 statt. Gewählt wurden die Mitglieder der Legislative der Deutschsprachigen Gemeinschaft Belgiens für die Legislaturperiode 2019–2024. Zur Wahl standen die Christlich Soziale Partei (CSP), Ecolo, die Partei für Freiheit und Fortschritt (PFF), ProDG, die Sozialistische Partei (SP) und Vivant. Die 2014 angetretene Parti Libertarien trat nicht erneut an.
Am selben Tag fanden auch die Wahl zur belgischen Abgeordnetenkammer, die Europawahl in Belgien sowie die Wahlen zum Flämischen und Wallonischen Parlament, sowie dem der Region Brüssel-Hauptstadt statt.

## Ausgangslage
Obwohl die CSP während der Legislaturperiode 2014–2019 die größte Fraktion im Parlament stellte, war sie, ebenso wie Ecolo und Vivant, nicht in die Regierung eingebunden. Bereits zum dritten Mal in Folge bildete sich eine Koalition zwischen ProDG, SP und PFF. Sie wurde von Oliver Paasch (ProDG) als Ministerpräsident geleitet und umfasste neben ihm je einen Minister der koalierenden Parteien. Dies waren:
- Oliver Paasch (ProDG): Ministerpräsident, zuständig für die Koordinierung der politischen Arbeit, Finanzen und Haushalt, Verwaltung und Personal, Beziehungen zum In- und Ausland, Europäische Programme, institutionelle Reformen, Gemeinschaftsinfrastrukturen (außer Schulinfrastrukturen und Gemeinschaftszentren) und Strafverfolgung
- Isabelle Weykmans (PFF): Vize-Ministerpräsidentin, zuständig für Beschäftigung, Wirtschaftsförderungsgesellschaft, Kultur, Denkmalschutz, Medien, Sport, Jugend, Tourismus, Gemeinschaftszentren, Telekommunikation, Raumordnung und Straßenbau
- Harald Mollers (ProDG): Minister, zuständig für Unterrichtswesen, Schulinfrastrukturen, Aus- und Weiterbildung im Bereich Mittelstand und Landwirtschaft, Erwachsenenbildung, lebenslanges Lernen und wissenschaftliche Forschung
- Antonios Antoniadis (SP): Minister, zuständig für Soziales, Familie, Senioren, Gesundheitswesen, Behindertenpolitik, Jugendhilfe, Entwicklungszusammenarbeit, Verbraucherschutz, Jugendschutz, Kinderzulagen und Wohnungsbau

## Kandidaturen
Die sechs seit 2014 im Parlament vertretenen Parteien kündigten an, erneut für dieses zu kandidieren. Die Listen verfügen jeweils über 25 Plätze und werden von folgenden Spitzenkandidaten angeführt:

Spitzenkandidaten der kandidierenden Parteien
Colin Kraft (CSP)
Freddy Mockel (Ecolo)
Isabelle Weykmans (PFF)
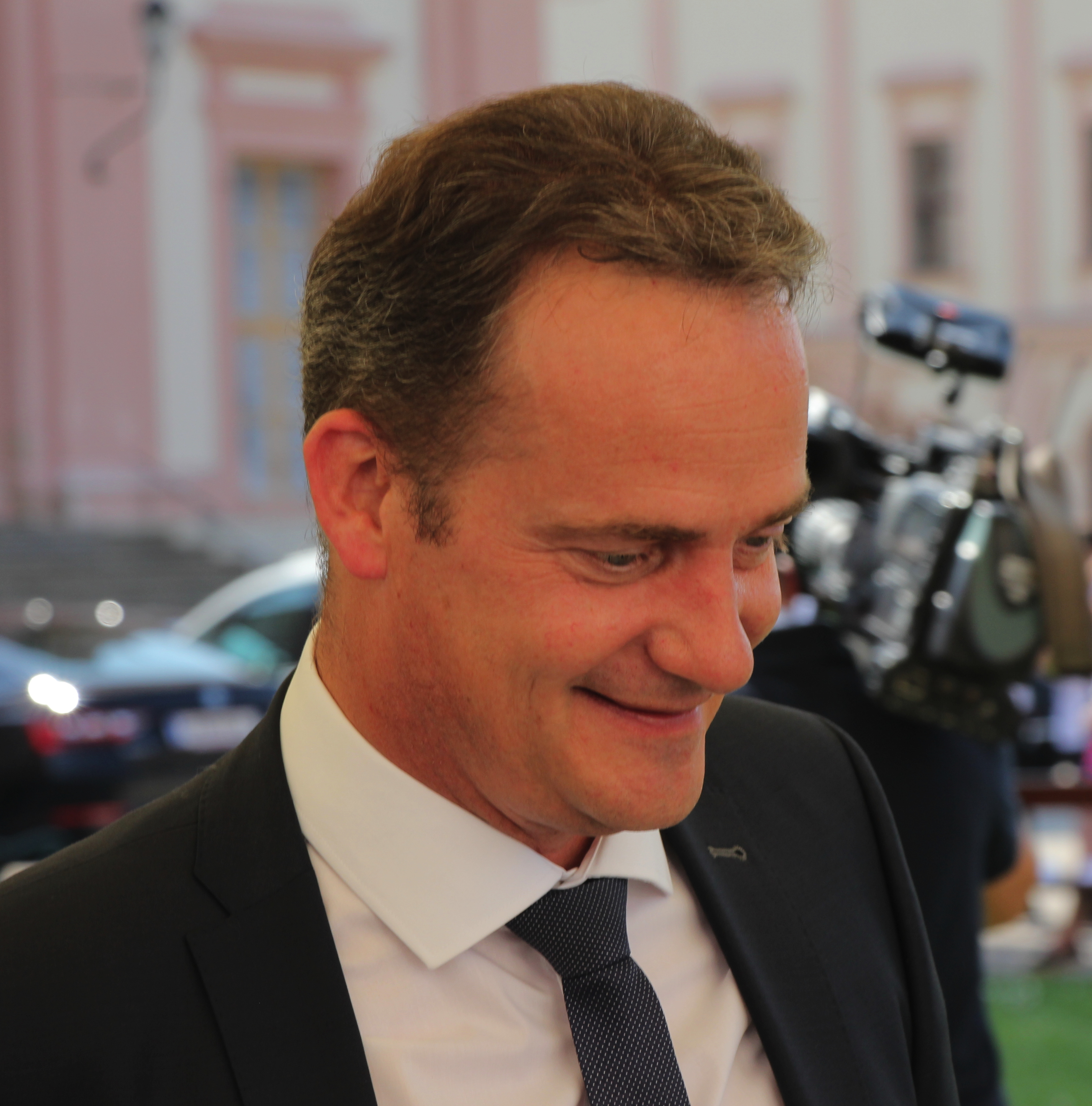
Oliver Paasch (ProDG)
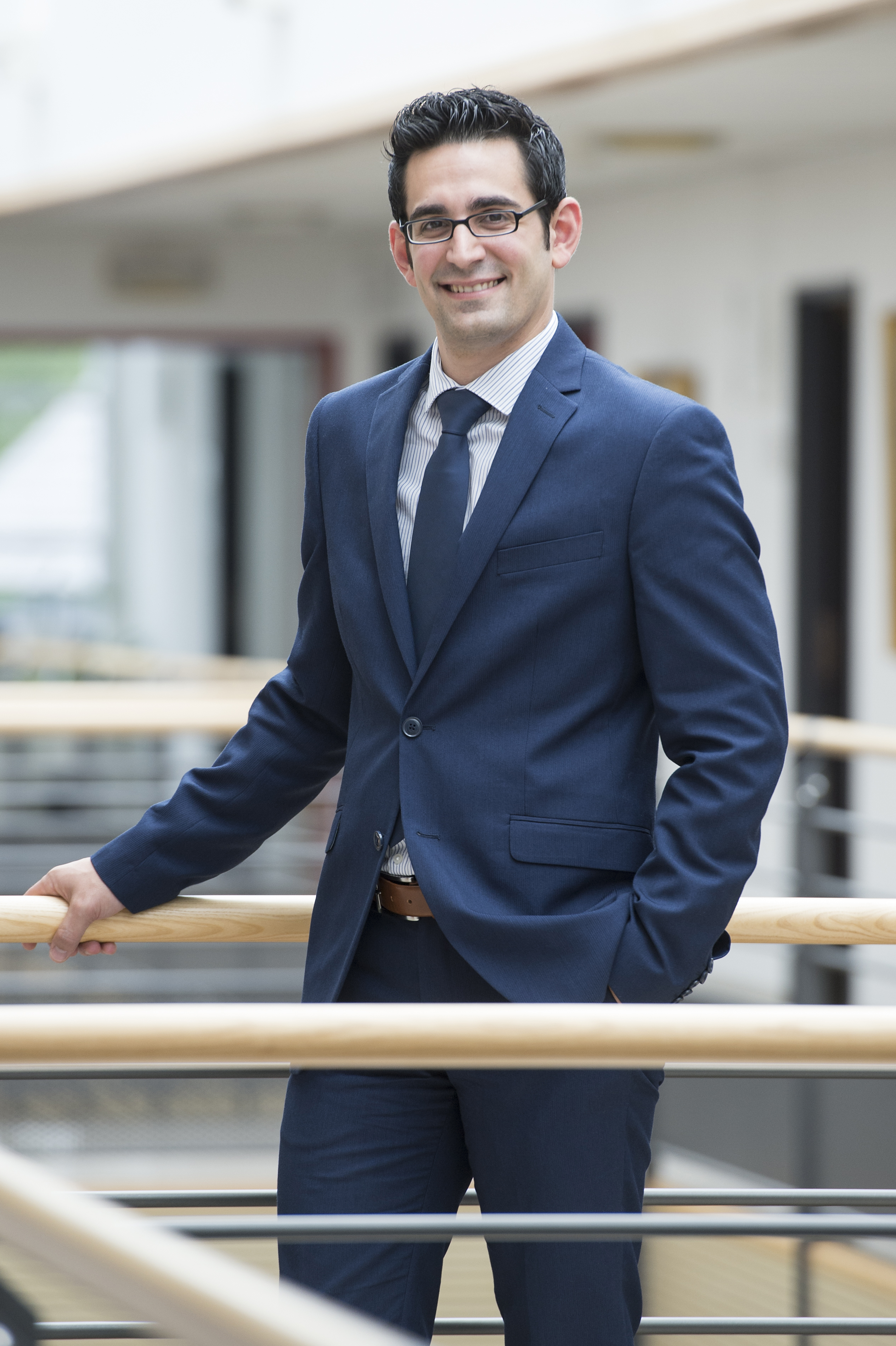
Antonios Antoniadis (SP)
Michael Balter (Vivant)

## Ergebnis
| Wahl zum Parlament der Deutschsprachigen Gemeinschaft 2019 | Wahl zum Parlament der Deutschsprachigen Gemeinschaft 2019 | Wahl zum Parlament der Deutschsprachigen Gemeinschaft 2019 | Wahl zum Parlament der Deutschsprachigen Gemeinschaft 2019 | Wahl zum Parlament der Deutschsprachigen Gemeinschaft 2019 | Wahl zum Parlament der Deutschsprachigen Gemeinschaft 2019 | Wahl zum Parlament der Deutschsprachigen Gemeinschaft 2019 | Wahl zum Parlament der Deutschsprachigen Gemeinschaft 2019 | Wahl zum Parlament der Deutschsprachigen Gemeinschaft 2019 |
| Partei                                                     | Partei                                                     | Ausrichtung                                                | Stimmen                                                    | Stimmen                                                    | Stimmen                                                    | Sitze                                                      | Sitze                                                      | Sitze                                                      |
| Partei                                                     | Partei                                                     | Ausrichtung                                                | Zahl                                                       | %                                                          | +/-                                                        | Zahl                                                       | +/-                                                        | %                                                          |
| ---------------------------------------------------------- | ---------------------------------------------------------- | ---------------------------------------------------------- | ---------------------------------------------------------- | ---------------------------------------------------------- | ---------------------------------------------------------- | ---------------------------------------------------------- | ---------------------------------------------------------- | ---------------------------------------------------------- |
|                                                            | ProDG                                                      | Regionalismus                                              | 9.146                                                      | 23,33                                                      | ▲1,12                                                      | 6                                                          | ▬                                                          | 24,0                                                       |
|                                                            | Christlich Soziale Partei (CSP)                            | Christdemokratie                                           | 9.069                                                      | 23,14                                                      | ▼1,72                                                      | 6                                                          | ▼1                                                         | 24,0                                                       |
|                                                            | Sozialistische Partei (SP)                                 | Sozialdemokratie                                           | 5.820                                                      | 14,85                                                      | ▼1,23                                                      | 4                                                          | ▬                                                          | 16,0                                                       |
|                                                            | Vivant                                                     | Sozialliberalismus                                         | 5.807                                                      | 14,81                                                      | ▲4,19                                                      | 3                                                          | ▲1                                                         | 12,0                                                       |
|                                                            | Ecolo                                                      | Grüne Politik                                              | 4.902                                                      | 12,51                                                      | ▲2,97                                                      | 3                                                          | ▲1                                                         | 12,0                                                       |
|                                                            | Partei für Freiheit und Fortschritt (PFF)                  | Liberalismus                                               | 4.454                                                      | 11,36                                                      | ▼4,19                                                      | 3                                                          | ▼1                                                         | 12,0                                                       |
| Gesamt                                                     | Gesamt                                                     | Gesamt                                                     | 39.198                                                     | 100,00                                                     |                                                            | 25                                                         | ▬                                                          | 100,0                                                      |
| Gültige Stimmen                                            | Gültige Stimmen                                            | Gültige Stimmen                                            | 39.198                                                     | 92,22                                                      |                                                            |                                                            |                                                            |                                                            |
| Ungültige Stimmen                                          | Ungültige Stimmen                                          | Ungültige Stimmen                                          | 3.305                                                      | 7,78                                                       |                                                            |                                                            |                                                            |                                                            |
| Abgegebene Stimmen                                         | Abgegebene Stimmen                                         | Abgegebene Stimmen                                         | 42.503                                                     | 100,00                                                     |                                                            |                                                            |                                                            |                                                            |
| Anzahl der Wahlberechtigten und Wahlbeteiligung            | Anzahl der Wahlberechtigten und Wahlbeteiligung            | Anzahl der Wahlberechtigten und Wahlbeteiligung            | 49.441                                                     | 85,97                                                      |                                                            |                                                            |                                                            |                                                            |

Stimmenstärkste Parteien nach Gemeinden

Das Wahlergebnis erlaubte es der regierenden Koalition aus ProDG, SP und PFF ihre Arbeit fortzusetzen. Somit konnte Oliver Paasch rund drei Wochen nach der Parlamentswahl erneut als Ministerpräsident vereidigt werden.

## Veränderungen während der Legislatur
Am 7. Juli 2023 verkündete die Abgeordnete Jolyn Huppertz ihren Austritt aus der CSP-Fraktion. Sie ist damit fraktionslos.